# Astetholea pauper
Astetholea pauper är en skalbaggsart som beskrevs av Bates 1874. Astetholea pauper ingår i släktet Astetholea och familjen långhorningar. Inga underarter finns listade.